# Sinitinea
Sinitinea is een geslacht van vlinders van de familie echte motten (Tineidae).

## Soorten
- S. pyrigalla Yang, 1977
- S. trachypsamma (Meyrick, 1907)
- S. tscheliella (Caradja, 1927)